# 12295 Tasso
12295 Tasso eller 1991 PE3 är en asteroid i huvudbältet som upptäcktes den 2 augusti 1991 av den belgiske astronomen Eric W. Elst vid La Silla-observatoriet. Den är uppkallad efter den italienske diktaren Torquato Tasso.
Asteroiden har en diameter på ungefär 4 kilometer och den tillhör asteroidgruppen Nysa.